# متلازمة كوفين لوري
متلازمة كوفين لوري هي اضطراب جيني، وراثته سائدة ومرتبطة بالصبغي الجنسي «إكس»، يسبّب العديد من المشاكل الذهنيّة، التي تترافق أحيانًا مع اضطرابات في النمو، وتشوّهات قلبيّة، وميلان فقري جانبي حدابي، وشذوذات سمعية وبصرية.

## الأعراض
تسبّب متلازمة كوفين لوري عجزًا ذهنيًا شديدًا، مترافقًا مع تشوّهات أهمّها:
- اضطراب نمو

نمو الجنين داخل الرحم طبيعي، لكنّ النمو بعد الولادة مضطرب ومتأخّر، ونشاهد صغر الرأس عند البعض.
- تشوّهات قلبية وعائية

تصيب التشوّهات القلبية الوعائية حوالي 15% من مرضى متلازمة كوفين لوري
- تشوّهات هيكلية

يصيب الميلان الفقري الجانبي الحدابي المترقّي واحدًا من كل مريضين مصابين بمتلازمة كوفين لوري، ويترافق المرض مع صغر الفك. قد نلاحظ عظام فك علوي غير متطوّرة وضامرة عند بعض المرضى، أو جبين متبارز بشكل شاذ، أو فراغ واسع بين عيني المريض.
- الرؤية والسمع

تُعد الاضطرابات السمعية عرض متكرّر لدى المرضى، بينما لا نشاهد الاضطرابات البصرية بشكل متكرّر.

## الأسباب
تحدث المتلازمة بسبب طفرة في المورثة «RPS6KA3»، يوجد الأخير على الذراع القصير للصبغي إكس، يرمّز هذا الجين بروتينًا مسؤولًا عن نقل الإشارات بين الخلايا، يرى بعض العلماء أنّ هذا الجين يساعد أيضًا في الإشراف على نشاط جينات أخرى ويلعب دورًا مهمًا في الدماغ، يتدخّل البروتين في مسار الإشارات بين الخلايا الدماغية المسؤولة عن التعلّم، وتشكيل الذاكرة قصيرة الأمد، والمحافظة على الخلايا العصبيّة. تعيق الطفرات وظيفة هذا البروتين، ولكن من غير الواضح كيف يؤثّر نقص هذا البروتين في ظهور أعراض متلازمة كوفين لوري. حاليًا سُجّلت أكثر من 120 طفرة. في المقابل لا نجد عند بعض الأشخاص الذين يطوّورن المظاهر السريرية لمتلازمة كوفين لوري طفرات في الجين نفسه. في هذه الحالة يُصنّف المرض على أنّه مجهول السبب.
وراثة هذه الحالة مُسيطرة مرتبطة بالصبغي الجنسي إكس، يُصنَّف المرض على أنّه مرتبط بالصبغي الجنسي إكس، إذا كان الجين المُسبّب متوضّع على الصبغي إكس (أحد الصبغيين الجنسيين عند الإنسان)، وتعتبر الوراثة من النوع المسيطر لأنّ نسخة واحدة من الصبغي الشاذ كافية ليتطوّر المرض عند حامله.
لا نجد قصّة تاريخ عائلي للإصابة بمتلازمة كوفين لوري عند غالبية الذكور المصابين، وتنتج الحالة عن طفرات جديدة في الجين «دو نوفو»، وتعني الطفرات الجديدة أنّ الوالدين سليمان تمامًا، ولا يمتلك أي منهما صبغيًا مُصابًا، ولكنّ الفرد المصاب قادر على نقل المرض إلى ذريّته.

## التشخيص
قد تساعد الصورة الشعاعية البسيطة والدراسات الشعاعية العصبيّة في تأكيد التشخيص، يشير نقص نشاط إنزيم «إس-6 كيناز الريبوزومي» في خلايا صانعات الليف المزروعة، والأرومات اللمفاوية لمريض ذكر إلى تشخيص كوفين لوري لديه. لا تُستخدم دراسة الخمائر أو الإنزيمات لتشخيص المتلازمة عند أنثى.
تستخدم الدراسات الجينية الجزيئية عينات دم المريض، وخلايا من كُشاطة الخد، لتحرّي الطفرات في جين «آر إس كي 2»، تُستخدم هذه الفحوص لتأكيد تشخيص متلازمة كوفين لوري، ولكن سلبية هذه الفحوص لا تنفي التشخيص، نظرًا لغياب أي طفرات مكتشفة لدى بعض المصابين.

## الإنذار
لا يوجد أي علاج لمتلازمة كوفين لوري. وتُستخدَم العلاجات المتوافرة حاليًا لتخفيف الأعراض ودعم حالة المريض، وتتوفّر علاجات مهنيّة وفيزيائية ومساعدة في النطق وتثقيفية، مخصّصة لمرضى متلازمة كوفين لوري.

## التاريخ
وُصفت متلازمة كوفين لوري لأول مرّة من قبل جورج إس (وُلد في عام 1923) في عام 1966، وبشكل مستقل من قبل روبرت بريان (وُلد عام 1932) عام 1971. وفي عام 1975، أظهر الدكتور تيمتامي أن الحالتين تمثّلان متلازمة واحدة.

## المجتمع
تعمل مؤسسة متلازمة كوفين لوري كمركز لتبادل المعلومات حول المتلازمة، وتستضيف منتدى للعائلات المُصابة. يُسهّل برنامج المطابقة العائلية بناء مجتمع، ومشاركة التشخيصات الحديثة مع الأفراد.